# Cirilo Molina Cros
Cirilo Molina y Cros (Cartagena, 26 de agosto de 1818 - Cartagena, 29 de marzo de 1904) fue un abogado y político español, alcalde de Cartagena en dos mandatos durante la segunda mitad del siglo XIX.

## Biografía

### Primeros años
Nacido en 1818, hizo de la abogacía su ocupación. En fechas tempranas de su vida empezó a participar en las deliberaciones de la Real Sociedad Económica de Amigos del País de Cartagena, para la cual consiguió permiso para establecerse en el antiguo edificio de la Casa de Correos, que fue rehabilitado y pasó a albergar comisiones formadas en torno a intereses de la ciudad. Entre los asuntos tratados estuvo la llegada del ferrocarril, asunto de vital importancia para el desarrollo local que motivó que Molina fuera destacado a Madrid como representante cartagenero, entre finales de la década de 1850 e inicios de la siguiente.
En la capital tuvo la oportunidad de distinguirse cuando en mayo de 1861 el consejo de ministros del presidente Leopoldo O'Donnell intentó modificar el trazado de vía férrea desde Madrid para que, a partir de Almansa, se redirigiera a Alicante y desde allí tuviera una conexión secundaria hacia Murcia y Cartagena. Esto suponía desconocer el proyecto que el ingeniero José Almazán había redactado para la Compañía de los Ferrocarriles de Madrid a Zaragoza y Alicante y que fue aprobado por las Cortes con la Ley sobre el ferrocarril Albacete-Cartagena de 1859. La reacción de Molina, enviado precisamente para supervisar el cumplimiento de esa legislación, vino en forma de un tenso enfrentamiento dialéctico con el presidente O'Donnell que fue recogido por la prensa nacional y que, según Rodrígez Rubio (1982), fue decisivo para que el Gobierno claudicase en su pretensión y que la vía llegase a Cartagena de forma directa. Finalmente, la línea fue terminada en 1862 e inaugurada por la reina Isabel II, siendo algunas altas personalidades de la política nacional alojadas en casa de Molina, quien para entonces disfrutaba ya de una enorme popularidad tras sus gestiones en Madrid.

### Ocupaciones sociales y profesionales
En 1868 fue nombrado presidente de la Real Sociedad Económica de Amigos del País de Cartagena, cargo que mantuvo hasta su muerte. La jefatura de Molina tuvo que hacer frente a un periodo de crisis en las cuentas de la Sociedad coincidente con la posguerra de la Rebelión cantonal, que incluso llevó a rogar ayuda económica al Ayuntamiento en 1875. Superada esta situación, apoyó los esfuerzos públicos en el plano educativo facilitando los locales de la institución a la Escuela de Capataces de Minas y Maquinistas Conductores primero, y a la Escuela Superior de Industrias cuando fue implantada en 1902.
Paralelamente actuó como representante de los intereses de las empresas belgas de la Sierra minera de Cartagena-La Unión, ahondando en sus relaciones con un país para el que ya realizaba tareas consulares desde 1858.

### Alcaldía de Cartagena (1877-1879)
Durante la Restauración borbónica militó en el Partido Liberal, y desempeñó la alcaldía de Cartagena en el periodo 1877-1879. Dio continuidad y potenció la política de mejora de infraestructuras de comunicación de su predecesor Jaime Bosch y Moré, que tenía como objetivo paliar la destrucción sufrida por la urbe como secuela de los bombardeos en el curso del asedio de 1873-1874. Así, ordenó reconstruir la Casa de Correos, empedrar las calles, reparar caminos vecinales y urbanizar la plaza de la Merced. Pero su mayor logro en este campo fue la apertura de la calle Gisbert, cuyo plan de prolongación de la calle de la Caridad hasta la explanada del muelle, previo desmontaje de parte del cerro de la Concepción, fue confeccionado por el arquitecto Carlos Mancha Escobar y aprobado definitivamente en febrero de 1878.
De cara a los problemas de abastecimiento alimentario, promovió la construcción de una lonja, un mercado para la venta de verdura y mataderos, y respecto a la higiene y ornamentación pública, edificó un lavadero en la glorieta de las Flores y replantó los jardines. Dio solución asimismo a la falta de cementerios públicos con su intervención para que un amigo personal suyo, el médico Jacinto Martínez y Martí, cediese gratuitamente los terrenos de su hacienda «San Juan» en Santa Lucía para crear allí el cementerio de Nuestra Señora de los Remedios, bautizado así en recuerdo de la esposa de Martínez. Si bien no consiguió resolver el histórico problema del abastecimiento de agua potable, presionó en favor de la redacción de un proyecto para el trasvase de aguas desde la Sierra de Carrascoy.
Su administración sostuvo un litigio con el Gobierno militar de Cartagena a cuenta de los límites de jurisdicción de ambos poderes, generado cuando la autoridad castrense paró unas obras municipales en la calle Real, colindante con el Arsenal. El consistorio, apoyado por la prensa y opinión pública cartagenera, reaccionó presentando su dimisión en bloque, que el Gobierno conminó a retirar bajo el argumento de que el desacuerdo sería pronto resuelto. El conflicto escaló hasta el punto de que el gobernador civil hizo uso de sus prebendas sobre censura para exigir a los medios de comunicación de la ciudad, entre ellos El Eco de Cartagena, que no publicasen más artículos sobre el asunto, bajo amenaza de cierre. El Gobierno nacional terminó por mediar, paralizando las órdenes del mando militar.

### Vida personal y homenajes
Cirilo nació en el seno de una familia burguesa entre las más antiguas de Cartagena, y tuvo como hermano al poeta y auditor del Cuerpo Jurídico de la Armada Joaquín Molina y Cros. Casó con Librada Felipa Biale Valarino, con quien tuvo dos hijos, y adquirió en 1871 la casa en la calle de la Jara de José Riquelme y Vivar, III marqués de Pinares, para instalarse en ella junto a su familia. Posteriormente le anexionó a este inmueble otros edificios de los alrededores, dando como resultado el palacio que tomó su nombre, en el que falleció en 1904 como consecuencia de varias enfermedades que se vieron agravadas por una bronconeumonía. En reconocimiento a sus servicios a Cartagena antes de y durante su alcaldía, el Ayuntamiento le dedicó dos calles.